# リチャード・オカーン
リチャード・ヘザーリントン・オカーン（Richard Hetherington O'Kane , 1911年2月2日 - 1994年2月16日）は、第二次世界大戦時のアメリカ海軍軍人、潜水艦艦長。名誉勲章受章者。最終階級は少将。資料によってはオケーンと表記されることもある。

## 経歴
"ディック"ことオカーンは1911年2月2日、ニューハンプシャー州ドーバーに生まれた。その名から分かるように、アイルランド系のアメリカ人（オカーンとは「カーンの息子」の意）である。1934年アナポリスを卒業し、巡洋艦チェスター (USS Chester, CA-27) および駆逐艦プルーイット (USS Pruitt, DD-347)で海軍士官として最初の年を過ごす。1938年潜水艦勤務を命じられ、アルゴノート (USS Argonaut, SS-166) で1942年まで勤務した。1942年オカーン中尉は新鋭艦のワフー (USS Wahoo, SS-238) に乗務し、マービン・G・ケネディ少佐、次いでダドリー・W・モートン中佐の下で副長として五回の哨戒を経験した。
1943年7月、オカーンはワフーを離任し未だ建造工事中であった新造艦のタング (USS Tang, SS-306) の艦長に転任した。もっとも、この転任にはその直後の任務においてワフーが沈み、ワフーのモートンが戦死していることから批判もあったという。
同年10月タングが就役すると艦長に就任。タングが沈むまで艦長の任にあった。オカーンは敵船団の真ん中に位置して前後の船を攻撃するなど革新的ないくつかの運用戦術を開発し優れた戦果を挙げ、撃沈した敵船舶の総数24隻総トン数93,824トン（1980年に再調査されるまでは31隻、227,000トンとされていた）は太平洋戦争中のアメリカ潜水艦艦長の中でトップである。黄海で行われたタングの三度目の哨戒では8隻の日本船舶を撃沈した。戦後の記録では撃沈数は10隻に増加した。これは、オカーンがかつて乗務したワフーの持っていた一度の哨戒における敵船舶の撃沈総数におけるトップ記録を更新した。しかし1944年10月24日、台湾西方沖でミ23船団を浮上して攻撃中に、魚雷のジャイロの故障で、発射した魚雷が一周してから自艦に命中する事故でタングは爆沈、甲板上のオカーン艦長は、部下8人とともに爆発で海に放り出されたおかげで辛くも生き残り、日本海軍の捕虜となって、終戦まで東京都下の大森捕虜収容所に拘束された。大森収容所にはハロルド・T・ヘッジ軍曹（B-29「リーディング・レディ」号尾部銃座銃手）ら32人のB-29搭乗員捕虜もいた。オカーンと部下たちは一つのバラックを割り当てられて収容された。
オカーンは戦後の1945年8月29日に釈放された。その後アメリカに帰国し第二次世界大戦の功績によってハリー・トルーマン大統領から名誉勲章を授与された。太平洋予備役艦隊に配属され潜水母艦ペリアス艦長、潜水母艦ネレウス副長兼第32潜水艦部隊指揮官となり、1950年から1951年にかけて将官教育を受けた。その後はコネチカット州ニューロンドンの潜水艦学校で当初教官、後役員として1952年から53年まで勤務した。同年7月に大佐に昇進、潜水母艦スペリー (USS Sperry, AS-12) の艦長に着任し1954年6月までスペリーを指揮し、その後第7潜水艦部隊の指揮官となった。1955年から56年まで海軍戦争大学で学んだ後、ワシントンD.C.の船舶特性委員会に勤務し1957年に退役した。オカーンはその数々の栄誉が考慮され、退役軍人名簿上で少将に昇進した。
オカーンは1994年、カリフォルニア州ペトルーマで亡くなりアーリントン国立墓地に埋葬された。後、妻の墓もオカーンの墓に寄り添うように建立された。
1998年、オカーンの名誉を讃え、アーレイバーク級ミサイル駆逐艦の27番艦がその名を命名された。